# Fud Leclerc
Fud Leclerc, właśc. Fernand Urbain Dominic Leclercq (ur. 1924, zm. 20 września 2010) – belgijski wokalista, czterokrotny reprezentant Belgii podczas Konkursu Piosenki Eurowizji (w 1956, 1958, 1960 i 1962 roku).

## Życiorys
Podczas swojej kariery występował jako pianista Juliette Gréco. Po karierze pianisty, akordeonisty, śpiewaka i autora tekstów piosenek, zdecydował się na podróż po świecie. Po powrocie do Belgii rozpoczął pracę jako kontrahent budynków. W latach 60. brał udział w kilku programach muzycznych telewizji belgijskiej, zarówno walońskiej, jak i flamandzkiej. W 1962 roku wziął udział w specjalnym programie telewizji flamandzkiej poświęconym twórczości Charlesa Treneta, występując w nim razem z Solange Berry. W 2005 roku był gościem telewizji RTBF podczas belgijskich eliminacji do 50. Konkursu Piosenki Eurowizji.

### Konkurs Piosenki Eurowizji
W 1956 roku Leclerc został wybrany wewnętrznie na reprezentanta Belgii podczas pierwszego Konkursu Piosenki Eurowizji, podczas którego wykonał utwór „Messieurs les noyés de la Seine”, jednak z powodu niezachowania się oficjalnych wyników, nieznany jest jego końcowy rezultat. W 1958 roku reprezentował swój kraj na 3. Konkursie Piosenki Eurowizji z utworem „Ma petite chatte”, z którym zajął ostatecznie 5. miejsce, zdobywając 8 punktów. Dwa lata później wystartował w konkursie z piosenką „Mon amour pour toi”, za którą otrzymał 9 punktów, plasując się na 6. miejscu ogólnej klasyfikacji. W 1962 roku po raz czwarty reprezentował Belgię, tym razem z utworem „Ton nom”, któremu nie przyznano żadnego punktu, przez co zajął ostatecznie ostatnie, 16. miejsce.
Po zakończeniu kariery mieszkał w Brukseli.